# Tommy Martinez
Pour les articles homonymes, voir Martinez.
Tommy Martinez, né le 20 mars 1992, est un acteur américano-vénézuélien. Il est connu pour ses rôles dans les séries Good Trouble et Hunters.

## Biographie
Né au Venezuela, il déménage aux États-Unis à l'âge de quatre ans où il grandit dans une petite banlieue du sud de la Floride. Il étudie dans la ville de Tallahassee.

## Vie privée
En 2019, il révèle sa bisexualité. Depuis novembre 2018, il est en couple avec l'actrice germano-coréenne Adeline Rudolph.

## Filmographie

### Cinéma
- À venir : Mission Street de Taj Stansberry : Sonny

### Télévision
- 2017 : Shameless : Scott
- 2017 : NCIS : Los Angeles : un gars du club
- 2017–2018 : Riverdale : Malachai (4 épisodes)
- 2019–2024 : Good Trouble : Gael Martinez (84 épisodes)
- 2021 : Mosquito Coast : Juan
- 2022 : Hunters (10 épisodes)
- 2025 : Laid : Isaac

### Audio
- 2022 : Bone, Marry, Bury : Luis[5]